# SwissGear
SwissGear је  швајцарска компанија која производи путне торбе, кофере, одећу и сатове. Компанија је у власништву компаније Венгер СА, а њене производе лиценцира у Северној Америци Group III International Ltd. SwissGear такође продаје сатове које производи Венгер и брендиране су под именом SwissGear, познатом као „SwissGear Legacy Watches“.
Од 2015. године компанија даје стипендије студентима у износу од 10.000 долара.